# János Esterházy
János Esterházy, również: Ján Esterházi (ur. 14 marca 1901 w Nyitraújlak (obecnie Veľké Zálužie) na Górnych Węgrzech, zm. 8 marca 1957 w Mírovie w Czechosłowacji) – czechosłowacki polityk węgierskiego i polskiego pochodzenia, działacz mniejszości węgierskiej w I i II Republice oraz w niepodległym państwie słowackim (1939–1945).

## Biografia
Urodził się w rodzinie ziemiańskiej: ojciec należał do arystokratycznego rodu Esterházych, matka Elżbieta (Elisabeth) była córką hr. Stanisława Tarnowskiego. Kształcił się w gimnazjum oraz wyższej uczelni handlowej w Budapeszcie. Po zakończeniu nauki osiadł na gospodarstwie rodzinnym we wschodniej Słowacji.
W działalność polityczną zaangażował się na początku lat trzydziestych. W 1931 stanął na czele Ligi Węgrów w Czechosłowacji (węg. Csehszlovákiai Magyar Népközösségi Liga, CMNL). Rok później wybrano go przewodniczącym Krajowej Partii Chrześcijańsko-Socjalistycznej (Országos Keresztényszocialista Párt, OKSP). W wyborach parlamentarnych w 1935 uzyskał mandat posła do Zgromadzenia Narodowego Republiki Czechosłowackiej z okręgu Koszyce. W parlamencie bronił praw kulturalnych, gospodarczych i językowych zamieszkałej na Słowacji mniejszości węgierskiej. Opowiadał się za projektem autonomii Słowacji w ramach państwa czecho-słowackiego lansowanym przez ks. Hlinkę. W 1935 wraz ze słowackimi ludakami (HSĽS) poparł wybór Edvarda Beneša na prezydenta państwa.
W 1936 został wybrany przewodniczącym Zjednoczonej Partii Węgierskiej (Egyesült Magyar Párt, EMP). Odrzucił propozycję wejścia w skład rządu złożoną przez prezydenta Benesza. Od tego czasu działał na rzecz rozbicia państwa czechosłowackiego (był zarejestrowany jako agent „Szalma”) i włączenia Słowacji wraz z Rusią Zakarpacką w skład Węgier. W memorandum wręczonym szefowi misji brytyjskiej w Czechosłowacji Walterowi Runcimanowi domagał się w imieniu słowackich Węgrów prawa do życia we własnym państwie powołując się na 14 punktów prezydenta Wilsona.
W listopadzie 1938 jako poseł uroczyście witał wojska węgierskie wkraczające pod wodzą Miklósa Horthego do Koszyc. Sam pozostał jednak na terenie Słowacji zakładając Partię Węgierską na Słowacji (Szlovenskói Magyar Párt, SMP). W Bratysławie rozpoczął wydawanie gazety „Új Hírek” (Nowe Wiadomości), a po jej zakazaniu „Magyar Hírlap”. Kontynuował pracę posła w parlamencie słowackim, gdzie był jedynym przedstawicielem mniejszości węgierskiej. Z zadowoleniem przyjął powstanie niezależnego państwa słowackiego w 1939. W 1941 założył w Bratysławie wydawnictwo „Madách”, rok później odnowił działalność związku kulturalnego „Szemke”.
15 maja 1942 jako jedyny poseł głosował przeciwko ustawie o wysiedleniu Żydów ze Słowacji, za co spotkała go ostra krytyka ze strony słowackiej prasy. Podczas II wojny światowej pomagał Czechom, Słowakom i Żydom w ucieczce i przedostawaniu się na Węgry. Od 1939 roku pomagał również Polakom, organizując po klęsce wrześniowej przerzut polskich żołnierzy na Węgry. Osobiście przewiózł do Budapesztu gen. Kazimierza Sosnkowskiego. W 1944 protestował przeciwko okupacji państwa węgierskiego przez wojska niemieckie.
Po opanowaniu Bratysławy przez wojska sowieckie został aresztowany, jednak po 12 dniach go wypuszczono. Pertraktował z reprezentującym rząd Gustavem Husakiem w sprawie losu słowackich Węgrów. Na polecenie Husaka został aresztowany przez NKWD i wywieziony na Łubiankę. Kolejne miesiące spędził na Syberii (w międzyczasie Słowacki Trybunał Narodowy w Bratysławie skazał go na karę śmierci), jednak w 1949 powrócił do kraju. Wyrok śmierci mu darowano, choć do końca życia pozostał w ciężkim więzieniu (ostatnim miejscem pobytu była miejscowość Mírov). Zmarł z wycieńczenia i zniszczenia organizmu przez długoletną komunistyczną katorgę.
W 1924 poślubił hrabiankę Lívię Serényi, z którą miał dzieci Janosa i Alicję.
W marcu 2009 za niesienie pomocy polskim uchodźcom w czasie II wojny światowej został pośmiertnie odznaczony przez prezydenta Lecha Kaczyńskiego Krzyżem Komandorskim Orderu Odrodzenia Polski. Od marca 2019 kandydat na ołtarze Kościoła Rzymskokatolickiego jako Sługa Boży. Symbol braterstwa Polski i Węgier. W 2011 r. otrzymał (pośmiertnie) Nagrodę im. Jana Karskiego. 

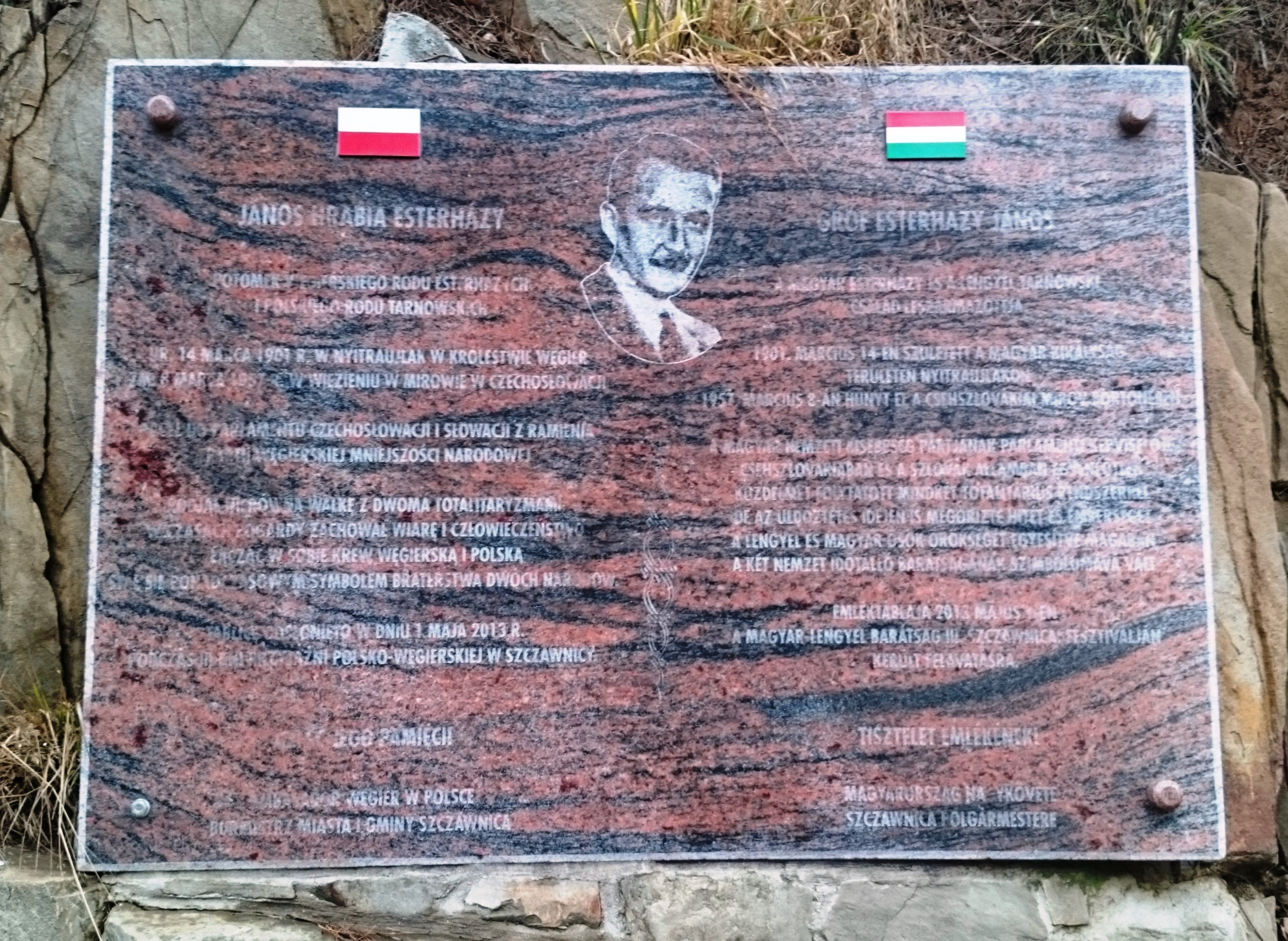
Tablica ku czci Jánosa Esterházyego przy pasażu Nad Grajcarkiem w Szczawnicy

## Upamiętnienie w Polsce
- W czerwcu 2011 na warszawskim Ursynowie odsłonięto Pomnik Jánosa Esterházyego w Warszawie[5].
- 1 maja 2013 roku przy pasażu Nad Grajcarkiem w Szczawnicy odsłonięto tablicę ku czci Jánosa Esterházyego.